# Василевское (Харьковская область)
Василевское (укр. Василівське) — село, 
Борковский поселковый совет,
Нововодолажский район,
Харьковская область.
Код КОАТУУ — 6324255301. Население по переписи 2001 года составляет 63 (22/41 м/ж) человека.

## Географическое положение
Село Василевское находится на водоразделе рек Ольховатка и Джгун.
На расстоянии в 3 км расположены сёла Княжное и Ключеводское.

## Происхождение названия
На территории Украины 4 населённых пункта с названием Василевское.